# Repubblica autonoma Talysh-Mugan
La Repubblica Autonoma Talysh-Mugan (in azero Talış-Muğan Muxtar Respublikası, Talysh: Толъш-Мъғонә Мохтарә Республикә è stata un'autoproclamata repubblica autonoma separatista di breve durata in Azerbaigian, che durò da giugno ad agosto 1993. Si trovava nell'estremo sud-est dell'Azerbaigian, prevedendo di consistere nei 7 distretti amministrativi dell'Azerbaigian intorno alla capitale regionale Lankaran: Lankaran, distretto di Lankaran, distretto di Lerik, distretto di Astara, Masallı, distretto di Yardymli. Storicamente l'area era stata un khanato. La bandiera della Repubblica Autonoma Talysh-Mughan e la moderna bandiera taliscia è un tricolore verticale di rosso, bianco e verde con un sole che sorge al centro sul mare blu.

## Turbolenze politiche
La repubblica autonoma è stata proclamata nel mezzo delle turbolenze politiche in Azerbaigian. Nel giugno 1993 scoppiò una ribellione militare contro il presidente Abulfaz Elchibey sotto la guida del colonnello Surat Huseynov. Il colonnello Alikram Hummatov (Alikram Gumbatov), uno stretto collaboratore di Huseynov, e il leader dei nazionalisti talisci, presero il potere nella parte meridionale dell'Azerbaigian e proclamarono la nuova repubblica a Lankaran, aumentando la violenza. Tuttavia, quando la situazione si risolse e Heydar Aliyev salì al potere in Azerbaigian, la Repubblica Autonoma Talysh-Mughan, che non riuscì a ottenere alcun significativo sostegno pubblico, fu rapidamente soppressa.
Alikram Hummatov dovette fuggire da Lankaran, quando circa 10.000 manifestanti si radunarono fuori dal suo quartier generale in città per chiedere la sua cacciata.
Secondo il professor Bruce Parrott:
Alcuni osservatori ritengono che questa rivolta facesse parte di un più ampio complotto per riportare al potere l'ex presidente Ayaz Mütallibov.
Hummatov venne arrestato e inizialmente ricevette una condanna a morte che fu poi commutata in ergastolo. Nel 2004 fu graziato e rilasciato dalla custodia su pressione del Consiglio d'Europa. Gli fu permesso di emigrare in Europa dopo aver promesso pubblicamente di non impegnarsi in politica. Tuttavia, coloro che sono stati coinvolti nella proclamazione dell'autonomia affermano di aver sempre considerato la repubblica autonoma come una parte costitutiva dell'Azerbaigian.

## Status etnico
Secondo alcuni, il governo azero ha anche attuato una politica di forte integrazione di alcune minoranze, tra i quali i talisci, i tati, i curdi e i lezgini. Tuttavia, secondo una risoluzione del 2004 del Consiglio d'Europa:
La citazione sopra del Consiglio d'Europa era solo in riferimento ai miglioramenti fatti dal governo dell'Azerbaigian dal 2003. Il Comunicato, tuttavia, prosegue dicendo:
- È necessario abbinare la legge sulla lingua di Stato a migliori garanzie legali per la protezione delle minoranze nazionali in settori quali l'educazione delle lingue minoritarie e l'uso delle lingue minoritarie nei rapporti con le autorità amministrative, al fine di consolidare ed espandere le pratiche positive esistenti. La priorità dovrebbe essere data all'adozione di una nuova legge sulla protezione delle minoranze nazionali, fornendo le garanzie necessarie per l'attuazione dei pertinenti standard linguistici minoritari;»
La Federazione internazionale per la protezione dei diritti delle minoranze etniche, religiose, linguistiche e di altre minoranze (IFPRERLOM) ha fatto appello alla Commissione per i diritti umani allo scopo di adottare una risoluzione che sollecita l'Azerbaigian a garantire la conservazione dell'identità culturale, religiosa e nazionale del popolo taliscio alla luce delle ripetute rivendicazioni di repressione.